# Route nationale 12a (Madagaskar)
Route nationale 12a – droga krajowa na Madagaskarze. Położona jest na terenie regionów Anosy i Atsimo-Atsinanana. Droga nieutwardzona w złym stanie.

## Przebieg
Droga zaczyna się w Tôlanaro, gdzie odchodzi od ulicy Avenue du Marechal Foch. Stamtąd biegnie na północ, mniej więcej wzdłuż wybrzeża. Przebiega przez miejscowości Mahatalaky, Tsiaroa-Ambondro, Ebakika Atsimo, Vatomirindry, Manambato, Ankaramanihy, Manantenina, Matrio, Manambondro, Bemahala, Sarahanonoy, Vangaindrano, Lopary i Anambotaka, kończąc się w Farafanganie skrzyżowaniem z drogami RN12 oraz RN27. Według map Google'a droga RN12a kończy się w Vangaindrano, gdzie zaczyna się już w droga RN12